# Ikarus 290
Ikarus 290 – autobus lotniskowy, produkowany przez węgierską firmę Ikarus.
Autobus tego typu miał niską podłogę, umożliwiającą dostęp do przedziału pasażerskiego bez konieczności pokonywania schodów. Taki układ wnętrza zawdzięczano umieszczeniu silnika w tzw. nosie. 
Konstrukcję opracowano w 1978 roku.
Wyprodukowano tylko 10 Ikarusów 290: 1 egz. trafił w 1978 do Czechosłowacji, 1 egz. w 1981 do NRD, 4 egz. trafiły na rynek wewnętrzny również w 1981, 4 wozy w 1982 trafiły do Mozambiku.